# BankMuscat
Die BankMuscat S.A.O.G (arabisch بنك مسقط, DMG Bank Masqaṭ) ist ein 1982 in Oman gegründetes Kreditinstitut mit Einlagen von 8,5 Milliarden US-Dollar 2007. Der Gewinn betrug 2007 84,2 Millionen omanische Rial.
Der größte Aktionär der Bank ist The Royal Court Affairs mit einem Anteil von etwa 17 % (+ 7,8 % seit Juni 2008) und an Nummer 3 die Dubai Group mit 15 %. 
Die Aktien sind gelistet an der Börse von Maskat und der London Stock Exchange.